# Qualea decorticans
Qualea decorticans är en tvåhjärtbladig växtart som beskrevs av Adolpho Ducke. Qualea decorticans ingår i släktet Qualea och familjen Vochysiaceae. Inga underarter finns listade i Catalogue of Life.